# Finca 63 Airport
Finca 63 Airport är en flygplats i Costa Rica.   Den ligger i provinsen Puntarenas, i den sydöstra delen av landet, 180 km sydost om huvudstaden San José. Finca 63 Airport ligger 20 meter över havet.
Terrängen runt Finca 63 Airport är kuperad åt nordväst, men åt sydost är den platt. Runt Finca 63 Airport är det glesbefolkat, med 18 invånare per kvadratkilometer. Närmaste större samhälle är Golfito, 7,5 km sydväst om Finca 63 Airport. Omgivningarna runt Finca 63 Airport är en mosaik av jordbruksmark och naturlig växtlighet.